# Gare de Pontaix - Sainte-Croix
Pour les articles homonymes, voir Gare de Croix.
La gare de Pontaix - Sainte-Croix est une gare ferroviaire française fermée de la ligne de Livron à Aspres-sur-Buëch, située sur le territoire de la commune de Pontaix, à proximité de commune voisine de Sainte-Croix, dans le département de la Drôme en région Auvergne-Rhône-Alpes.
Elle est seulement dénommée Pontaix lors de sa mise en service le 1885 par la Compagnie des chemins de fer de Paris à Lyon et à la Méditerranée (PLM). Elle est ensuite renommée Pontaix - Sainte-Croix. Elle est fermée en 1972 par la Société nationale des chemins de fer français (SNCF), son bâtiment voyageurs est ensuite détruit.

## Situation ferroviaire
Établie à 366 mètres d'altitude, la gare de Pontaix - Sainte-Croix est située au point kilométrique (PK) 46,52 de la ligne de Livron à Aspres-sur-Buëch, entre les gares de Vercheny et de Die.

## Histoire
Le 31 août 1885, le ministre des travaux publics autorise la Compagnie des chemins de fer de Paris à Lyon et à la Méditerranée à livrer à l'exploitation les 37,389 km de la section de Crest à Die de sa ligne de Crest à Aspres-sur-Buëch. Cette ouverture concerne également les stations intermédiaires de : Aoust, Saillans, Vercheny et Pontaix. La compagnie met en service cette section le 1er septembre 1885.
En 1911, la gare dénommée maintenant Pontaix - Sainte-Croix figure dans le nomenclature des gares, stations et haltes, de la Compagnie des chemins de fer de Paris à Lyon et à la Méditerranée (PLM) : c'est une gare qui porte le no 9 sur la ligne de Livron à Briançon, entre les gares de Vercheny (no 8) et Die (no 10). Grande Vitesse, renvoi no 7 : « Gare ouverte au service complet de la grande vitesse, à l'exclusion des chevaux chargés dans des wagons-écuries s'ouvrant en bout et des voitures à 4 roues à deux fonds et à deux banquettes dans l'intérieur, omnibus, diligences, etc. » ; Petite Vitesse, renvoi no 1 : « Gare ouverte au service complet de la petite vitesse... » (mêmes exclusions que pour la grande vitesse).
La gare est fermée le 6 mars 1972 lors de la suppression du service omnibus sur la ligne[réf. souhaitée].

## Patrimoine ferroviaire
Le bâtiment voyageurs est démoli dans les années 1980[réf. souhaitée].